# Americanah
Americanah es una novela escrita por Chimamanda Ngozi Adichie, una autora nigeriana que también escribió la novela galardonada Medio sol amarillo. Americanah cuenta la historia de una joven nigeriana que deja su país de origen para una educación universitaria y una vida más próspera en los Estados Unidos. Tejida a través de escenas retrospectivas y la vida actual, Americanah explora relaciones interpersonales, raza, identidad y amor. Americanah es la tercera novela de Adichie, y fue publicado en mayo de 2013 por Alfred A. Knopf. Ha recibido varios premios y nominaciones, como el Premio del Círculo de Críticos Nacional del Libro, uno de los premios literarios más prestigiosos en los Estados Unidos.

## Sinopsis
Americanah es una saga de amor, blogs, identidad, racismo en los Estados Unidos y la vida en Nigeria. La historia se cuenta en el transcurso de 15 años desde la perspectiva de múltiples personajes, alternando entre el presente y recuerdos del pasado. Principalmente se trata de una mujer nigeriana llamada Ifemelu y su primer amor, Obinze. Los personajes se desarrollan con gran detalle, y la novela incluye elementos satíricos y toca temas serios y emocionales de la vida actual. La mayor parte de la historia ocurre en Nueva Jersey, donde Ifemelu tiene una beca universitaria. Mientras ella está en la peluquería, recuenta la historia de su vida.
Cuando eran adolescentes en la escuela secundaria en Lagos, Ifemelu y Obizne se enamoraron. En ese momento, Nigeria era gobernada por una dictadura militar y mucha gente quería salir del país. Después de terminar la escuela secundaria, la hermosa, segura de sí misma e inteligente Ifemelu sale del país inestable y emigra a los Estados Unidos para la educación universitaria. A pesar de su éxito académico, Ifemelu experimenta dificultades como el choque cultural y el racismo, y por primera vez ella lucha contra lo que significa ser negro. Antes de separarse, Ifemelu y Obizne hicieron planes para reunirse en los Estados Unidos, pero a Obizne, el hijo tranquilo y amable de un profesor, le fue negado un visado como consecuencia del aumento de medidas de seguridad después de las atrocidades del 11 de septiembre. En vez de seguir con su plan para vivir en los Estados Unidos con Ifemelu, se va ilegalmente a Londres, viviendo una vida peligrosa.
En los Estados Unidos, Ifemelu vive una vida con muchos altos y bajos. Después de completar su educación universitaria en Princeton, vive con su tía Uju. Uju, la amante de un general en Lagos, está luchando por sí misma para ganarse la vida y obtener su licencia médica. Ifemelu, quién está angustiada, deprimida, y extrañando su casa, se encuentra con una serie de dificultades durante la búsqueda de trabajo y dinero. El poco dinero que consigue, lo envía a sus padres en Nigeria.
Aunque Ifemelu pierde contacto con Obizne para enfocarse en su vida americana, Obizne continúa mandándole cartas a pesar de su dolor. Mientras tanto en Londres, Obizne trabaja en construcción y sufre una vida miserable como un africano aislado. Después de algunos años, Obizne es deportado a Nigeria cuando los oficiales le encuentran. Ahí, Obizne se hace rico como exitoso agente inmobiliario.
Ifemelu encuentra un trabajo como niñera, lo que la lleva a un romance con un hombre blanco y muy rico. Ella empreza un nuevo estilo de vida muy diferente y extravagante, y se sorprende del laberinto de estructuras raciales y las desigualdades que nota. Entonces, ella comienza un blog donde habla sobre sus experiencias y opiniones de ser un "negro no americano" en los Estados Unidos. Instantáneamente, el blog se hace muy popular, Ifemelu logra reconocimiento, dinero y éxito. Ifemelu se queda en los Estados Unidos por 13 años, y tiene una serie de relaciones con varios hombres. Al final, ella rompe una de sus relaciones de largo plazo para regresar a Lagos.
Después de muchos altibajos para ambos y después de muchos años, Ifemulu finalmente regresa a la nueva Nigeria democrática. Por primera vez en 15 años, ella y Obizne se reúnen, y su pasión se vuelve a encender.

## Galardones y premios[3][4][5]
- Ganador del 2013 Chicago Tribune Heartland Prize, categoría ficción.
- Ganador del National Book Critics Circle Award, categoría ficción.
- Preseleccionado para el Baileys Women's Book Prize for Fiction, 2014.
- Preseleccionado para el International Impac Dublin Award 2015.
- Enumerado en 'Ten Best Books of 2013' del New York Times Book Review.
- Enumerado en 'Top Ten Books of 2013' de BBC.
- Enumerado en “Top Ten Books” de Newsday.
- Classificado como un “Great Reads” Book por NPR.
- Clasificado como un “Notable Book” por el Washington Post.
- Seleccionado como un “Top Fiction Book” por Entertainment Weekly.
- Seleccionado como el “Best of the Year” por Goodreads.